# Lisa Lane
Pour les articles homonymes, voir Lane.
Marianne Elizabeth Lane Hickey, dite Lisa Lane, est une joueuse d'échecs américaine née le 25 avril 1933 à Philadelphie (Pennsylvanie) et morte à Carmel (État de New York) le 28 février 2024.
Championne des États-Unis de 1959 à 1962 et en 1966, elle fut surnommée la « Bobby Fischer des échecs féminins », même si son niveau n'atteignait pas celui du prodige américain. Elle fut en 1961, le premier joueur d'échecs (hommes et femmes confondus) à faire la une du magazine Sports Illustrated (numéro du 7 août 1961), plus de dix ans avant Bobby Fischer qui ne fit la une qu'en 1972.

## Biographie et carrière
Lisa Lane se passionna pour les échecs en 1957. Deux ans après ses débuts, elle remporta le championnat féminin américain en 1959 avec sept points sur huit et reçut le titre de maître international féminin. Sa victoire la qualifiait automatiquement pour le tournoi des candidates en 1961 à Vrnjačka Banja où elle finit douzième sur dix-sept participantes.
Mariée de 1959 à 1961 à un artiste de Philadelphie, elle fit la une des journaux britanniques pendant le tournoi de Hastings de 1961-1962 lorsqu'elle abandonna le tournoi après quatre rondes (une nulle, deux défaites et une partie ajournée) car elle avait le mal du pays et était amoureuse. En 1962, elle épousa le rédacteur en chef du Columbia Journalism Review Neil Hickey, qui était un ami de Bobby Fischer (qu'il épaulait dans l'écriture de certains de ses articles). Elle finit deuxième du championnat américain en 1962, derrière Gisela Gresser.
En 1964, elle participa au tournoi des candidates de Soukhoumi où elle finit douzième sur dix-huit participantes.
Avec son mari, elle ouvrit en 1964 un club d'échecs également centre commercial, le Queen's Pawn, dans Greenwich Village à New York, ouvert de 14 h  à 2 h du matin, qui vendait de la nourriture et des articles sur les échecs.
En 1966, elle partagea la première place au championnat des États-Unis avec Gisela Gresser et participa à l'olympiade d'échecs féminine de 1966, marquant 3 points sur 10 au deuxième échiquier, puis elle arrêta les compétitions.